# Shravasti (dystrykt)
Shravasti – jeden z dystryktów w Uttar Pradesh. Stolicą jest Bhinga. Shravasti jest częścią Dywizji Devipatan.